# Val Camonica
La Val Camonica (o también Valcamonica, en los dialectos camunios: Al Camònega) es uno de los valles más extensos de los Alpes, cerca de 90 km de largo con 1347 km². Comienza en la Corna Trentapassi cerca de Pisogne, sobre el lago Iseo, y acaba en el Passo del Tonale, a 1883 m s. n. m. Pertenece a la región italiana de Lombardía, en las provincias de Brescia y Bérgamo.
Está atravesado en toda su longitud por el río Oglio, que nace en Ponte di Legno de la unión de los torrentes Frigidolfo y Nacarello y acaba en el lago de Iseo (también llamado Sebino) entre los pueblos de Pisogne y Costa Volpino. Su nombre deriva del latín Vallis Camunnorum, esto es, valle de los Camunni (hoy Camunes). Su máxima altitud es el monte Adamello, de 3.539 m s. n. m. El gentilicio de los naturales de Val Camonica es Camuni.
De su patrimonio destaca el «Arte rupestre de Val Camonica», declarado Patrimonio de la Humanidad por la Unesco.

## Geografía

### Territorio

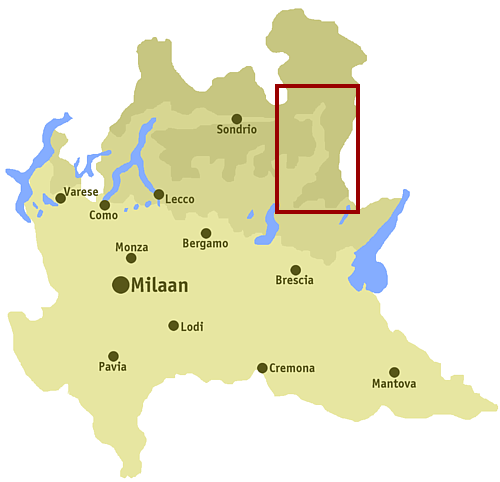
Ubicación de Val Camonica en Lombardía

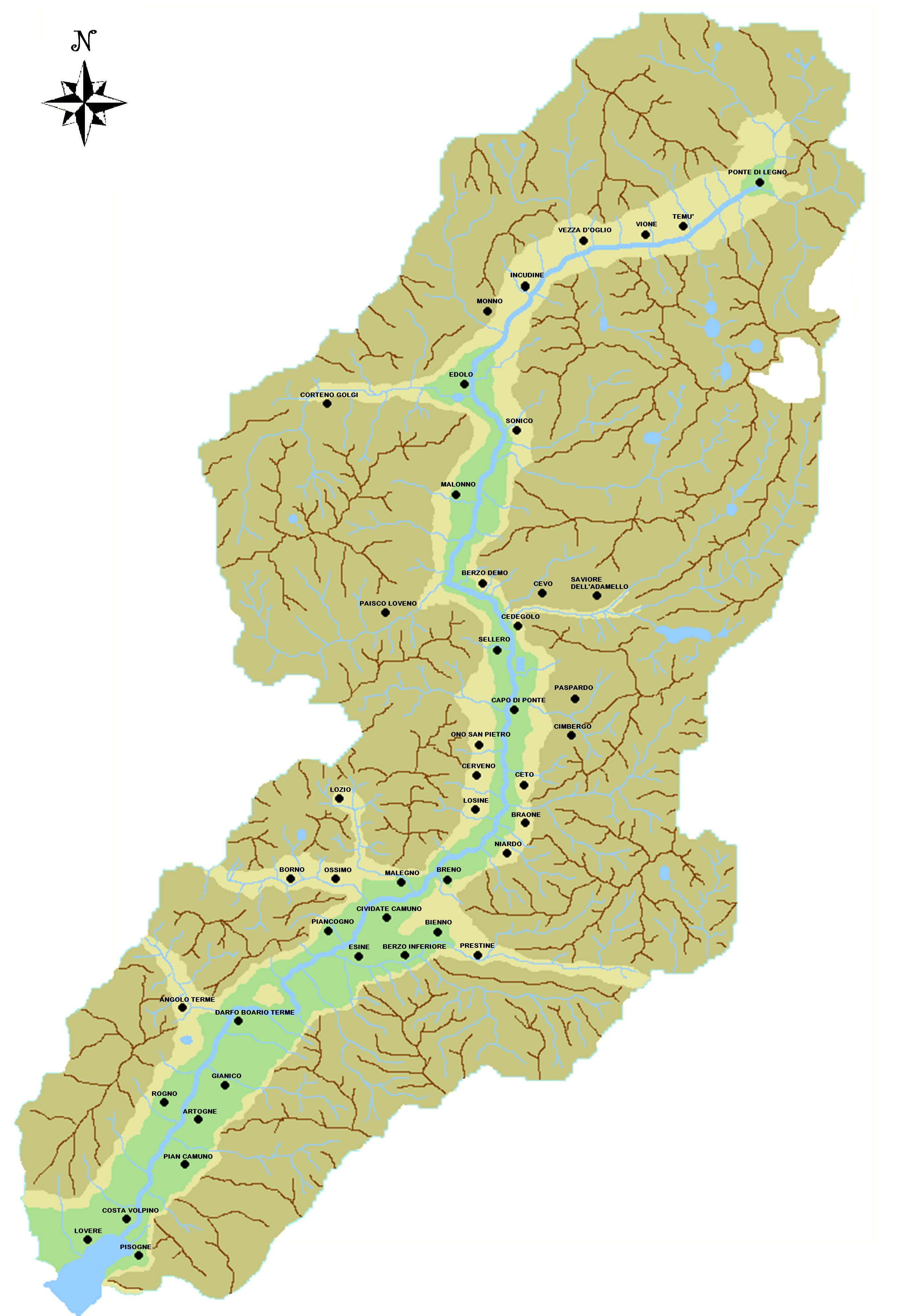
territorio de Val Camonica

Es posible dividir el territorio de la Val Camonica en tres grandes áreas:
- Baja Val Camonica: es un área llana, rica de prados y campos, que empieza desde las orillas del Lago de Iseo hasta el pueblo de Breno. En esta franja larga casi 25 kilómetros el valle tiene una anchura media de 2500 – 3000 metros el que ha permitido una mayor población.
- Media Val Camonica: delimitada a sur por la colina situada entre los pueblos de Breno y Cividate Camuno y a norte llega hasta el pueblo de Edolo. Es una estrecha garganta de 30 kilómetros con un ancho medio de 1000 metros rica de terrazas en los pendientes lados del valle.
- Alta Val Camonica: desde Edolo llega hasta el puerto del Tonale situado en el territorio de Ponte di Legno. Larga casi 25 kilómetros es un territorio rico de pastos alpinos.

Está delimitada por estas fronteras:
| Norte                                          | Este                                                                                  | Sur           | Oeste                                                                  |
| - Provincia di Sondrio - Valtellina - Valfurva | - Trentino-Alto Adige - Val di Sole - Val Rendena - Provincia di Brescia - Valtrompia | - Lago d'Iseo | - Provincia di Bergamo - Val Cavallina - Val Seriana - Valle di Scalve |

## Cultura

### Patrimonio de la humanidad Unesco
- Arte rupestre de Val Camonica.

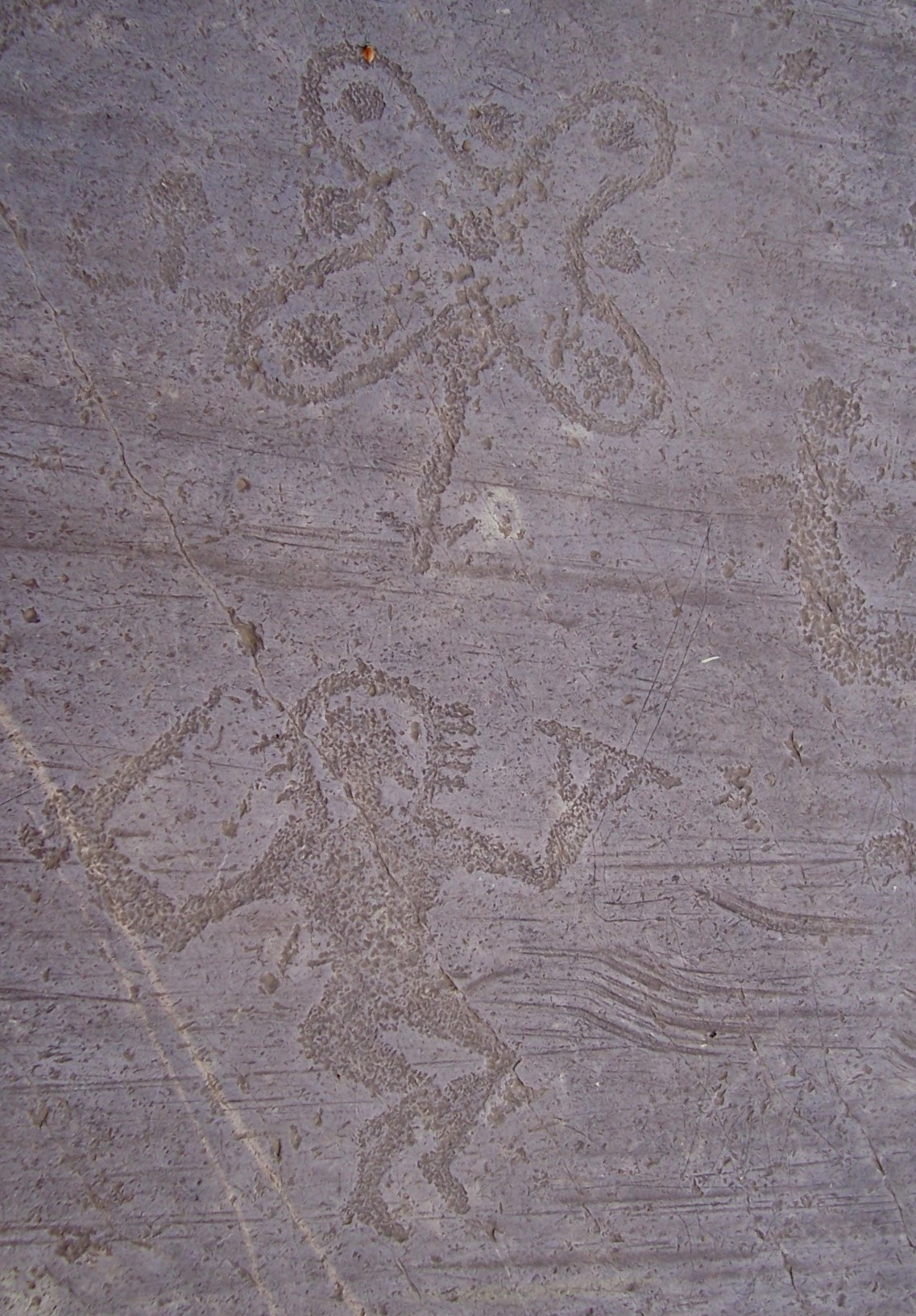
Incisiones rupestres de la Val Camonica a Foppe di Nadro.

- Parque nacional de las incisiones rupestres de Naquane en Capo di Ponte.
- Parque arqueológico nacional de Massi di Cemmo.
- Parque arqueológico comunal de Seradina-Bedolina en Capo di Ponte.
- Parque arqueológico de Asinino-Anvòia en Ossimo.
- Parque arqueológico comunal de Luine en Darfo Boario Terme.
- Parque arqueológico comunal de Sellero.
- Parque arqueológico comunal de Sonico.
- Reserva natural de las incisiones rupestres de Ceto, Cimbergo y Paspardo en Nadro.

### Pueblos medievales
- Bienno
- Lovere
- Pescarzo (Capo di Ponte)

### Castillos

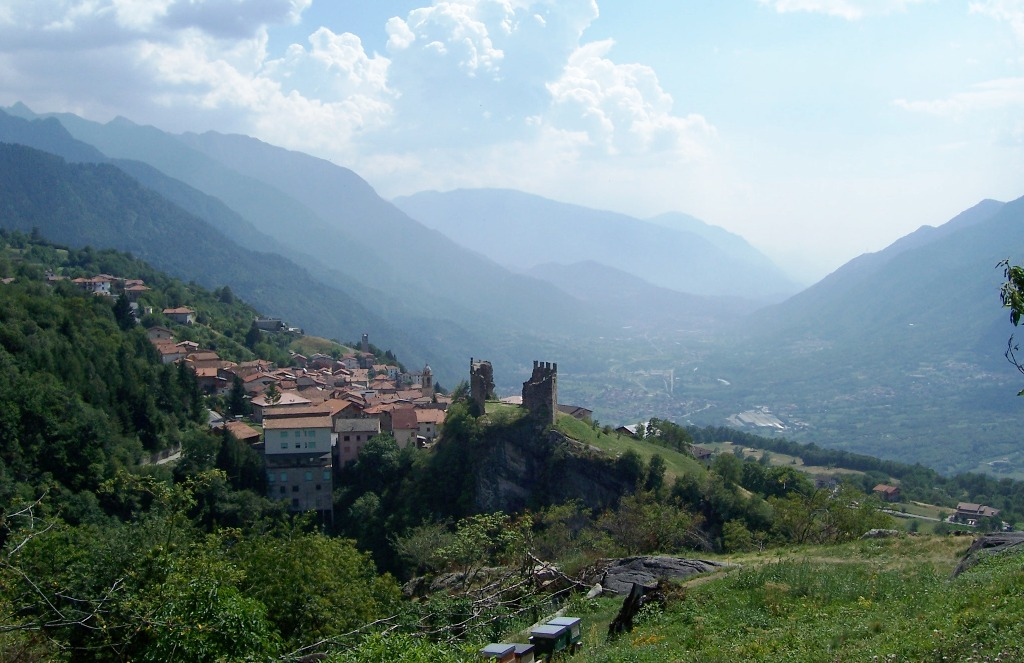
Castillo di Cimbergo.

- Castillo de Breno.
- Castillo de Gorzone.
- Castillo de Cimbergo.
- Castillo de Lozio.
- Castillo de Mù.

### Ciudad romana
- Parque del teatro y del anfiteatro en Cividate Camuno
- Santuario de Minerva en Breno

### Localidades termales
- Boario.
- Angolo Terme.

### Museos y parques temáticos
- Parco temático Archeopark, Darfo Boario Terme
- Museo etnográfico del hierro, de las artes y tradiciones populares, Bienno.
- Museo Cívico Camuno, Breno.
- Museo didáctico de arte y vida prehistórica, Capo di Ponte.
- Museo didáctico de la reserva, Nadro.
- Museo arqueológico de Valle Camonica, Cividate Camuno.
- Museo Camillo Golgi, Corteno Golgi.
- Museo etnográfico, Ossimo.
- Museo parroquial de arte sacra, Ponte di Legno.
- Museo de la Guerra Blanca en Adamello, Temù.

### Santuarios católicos
- Iglesia de las santas Faustina y Liberata en Capo di Ponte.
- Iglesia de Santa Maria de la Nieve en Pisogne.
- Iglesia de San Antonio en Breno.
- Iglesia de Santa Maria Annunziata en Bienno.
- Santuario del Cristo Re en Bienno.
- Santuario de la Cruz del Papa en Cevo.
- Iglesia de Santa Maria Assunta en Esine.
- Monasterio de San Salvatore en Capo di Ponte.
- Oratorio de los Disciplini en Montecchio (Darfo Boario Terme).
- Pieve de San Siro en Cemmo.
- Santuario de la Vía Crucis en Cerveno.
- Convento de la Annunciata en Piancogno.